# Конституція Андорри
Конституція Андорри була прийнята 2 лютого 1993 року, 14 березня схвалена референдумом, 28 квітня була оприлюднена й набрала чинності. Підписана співправителями князівства. Конституція складається з 9 глав і 107 статей та затверджує парламентський устрій на чолі з головою уряду.
Історично перша конституція Андорри була проголошена Борисом Скосирєвим під час спроби перевороту 1934 року.